# William Booth
William Booth (Nottingham, el 10 d'abril 1829 - † Londres, el 20 d'agost de 1912) fou un pastor metodista britànic fundador de l'Exèrcit de Salvació.

## Biografia
William Booth va ser l'únic dels quatre nens de Samuel Moss Mary Booth i Booth que va sobreviure. El seu pare era un contractista de paleta i el negoci no funcionava massa bé, la família no tenia recursos, i Samuel es va veure obligat a posar el seu fill a treballar quan només tenia tretze anys. La seua primera feina fou a unes cases d'empenyorament. No va poder acabar els seus estudis, però això no el convertia en analfabet, ja que solia llegir i escriure, i practicar el discurs.
La seva adolescència la va passar en un barri popular de la ciutat industrial de Nottingham. La seua família era tradicionalment anglicana i rebé la seva primera educació religiosa a l'edat de tretze anys en contacte amb l'església metodista.
Fou pastor en els barris pobres de l'est de Londres on va fundar l'Exèrcit de salvació.